# Oddziały ochotnicze w obronie Gdyni
Oddziały ochotnicze w obronie Gdyni – oddziały zbrojne walczące w Obronie Wybrzeża powstałe w Gdyni po 1 września 1939 r. z inicjatywy Federacji Polskich Związków Obrońców Ojczyzny, Polskiej Partii Socjalistycznej i innych organizacji.
W sierpniu 1939 r. na wniosek płk. Stanisława Dąbka, po uzgodnieniu z Dowództwem Okręgu Korpusu VIII w Toruniu oraz za zgodą Dowództwa Floty ustalono, że oddziały ochotnicze będą tworzone po ogłoszeniu mobilizacji. Planowano wówczas utworzenie Morskiej Brygady Ochotniczej pod dowództwem ppłk. st. sp. Mariana Hyli w składzie trzech batalionów:
- 1 batalionu ochotniczego – dowódca ppłk st. sp. Stanisław Wężyk
- 2 batalionu ochotniczego – dowódca mjr st. sp. Stanisław Hochfeld
- 3 batalionu ochotniczego – dowódca kpt. rez. Ludwik Synowiec

Po wybuchu wojny rozpoczęto organizowanie batalionu pod dowództwem mjr. st. sp. Stanisława Hochfelda (który 5 września został dowódcą batalionu Obrony Narodowej). 
Jako pierwsza, bo już 1 września wyruszyła kompania ochotników pod dowództwem por. Wincentego Spyrlaka. Kompania od 5 września została podporządkowana 2 batalionowi 2 Morskiego Pułk Strzelców w odwodzie odcinka, jako osłona przeciwdesantowa. 1 września utworzono również prawdopodobnie druga kompanię dowodzoną przez por. Władysława Cieślaka, która jako nieuzbrojona, została oddelegowana do dyspozycji płk. Dąbka. Od 6 września kompanią dowodził por. Włodzimierz Chmiela, a następnie – po przejściu na Oksywie – por. Zdzisław Piegłowski. Kompania ta funkcjonowała początkowo przy 2 baterii przeciwlotniczej w Redłowie.
Osobno tworzyły się oddziały drugiego batalionu dowodzonego przez ppłk. st. sp. Stanisława Wężyka. Oddziały te początkowo uzbrojone w kosy weszły do działań 8 września.
Z pozostałych ochotników z 1 batalionu utworzono kompanię pod dowództwem kpt. Józefa Kösslera. Wzięła ona udział w walkach na Oksywiu. W dniu 18 września kompania ta została połączona z kompanią por. Piegłowskiego w nową, 3 kompanię 1 Gdyńskiego Batalionu Obrony Narodowej. Jej dowódcą został kpt. Kössler. Po reorganizacji, stan kompanii liczył 5 oficerów i 147 strzelców. Wzięła ona udział w starciu z Niemcami pod Dębogórzem, gdzie poległo kilkunastu żołnierzy. 18 września kompania wycofała się na pozycje pod Stefanowem, gdzie 19 września, wobec niemożliwości dalszej walki, ok. godz. 16:00 poddała się.  